# AVG Anti-Virus
AVG Anti-Virus е антивирусен софтуер на компанията AVG Technologies (сега придобита от Avast Software).
Той е предназначен за пълна защита на персонални компютри, локални мрежи и сървъри. Много ефективен е при откриването и обезвреждането на компютърни вируси, червеи, троянски коне и друг малуер (malware) като PUP, adware, spyware. Потребителите на AVG го определят като лесен за използване и ползващ малко системни ресурси.

## Версии
Антивирусният пакет AVG има платени версии (AVG Internet Security, AVG Internet Security Business, AVG Anti-Virus, AVG Anti-Virus Business Edition, AVG File Server Edition, AVG Email Server Edition), които предлагат различни възможности. Съществува и безплатна версия на софтуера (AVG Anti-Virus Free Edition) за домашни потребители, която има известни ограничения откъм възможности за администриране, но независимо от това представлява пълнофункционален защитен пакет.
AVG може да работи под всички актуални операционни системи Windows, като може да се използва на 32- и 64-битови компютърни системи. Има версии и за Windows Phone, Android, iOS и OS X.